# Psychomyiidae
Famille
Les Psychomyiidae (Psychomyiidés en français) sont une famille d'insectes trichoptères.

## Liste des genres
Selon Catalogue of Life (1er avril 2018) :
- genre Lype
- genre Metalype
- genre Padangpsyche
- genre Paduniella
- genre Psychomyia
- genre Psychomyiella
- genre Tinodes
- genre Zelandoptila